# Mokusei!
Mokusei! (Originaltitel: Mokusei! een liefesverhaal) ist eine Erzählung von Cees Nooteboom. Sie erschien erstmals 1982 auf Niederländisch, 1990 in deutscher Übersetzung von Helga van Beuningen im Suhrkamp-Verlag.

## Inhalt
Der niederländische Fotograf Arnold Pessers, ein Mann um die Dreißig, hält sich für einen Auftrag in Tokio auf. Er ist hin- und hergerissen zwischen dem verklärten, erhabenen Japan und einem unästhetischen Japan, das kritiklos den Westen imitiert. Für Pessers ist das traditionelle Japan ein unnahbares Land, es ist für ihn auch auf eine andere Weise anders als es viele außereuropäische Länder sind. Beispiele dafür sind unter anderem die musische Ausbildung der Samurai, die Philosophie des Mono No Aware oder die Kalligraphie.
Da Arnold Pessers beauftragt wurde, eine Japanerin zu fotografieren, wertet er die Fotos mehrerer Modelle aus, die ihm allerdings nicht japanisch genug sind. In einem Teehaus in der Nähe des Fuji hat Arnold Pessers dann eine Fotosession mit einem idealen Modell. Er nennt sie zunächst Schneemaske, wenig später Mokusei. Dieser Name geht auf die gleichnamige Blumenart zurück, welche einige der wenigen japanischen Blumen ist, die einen Duft verströmen.
Zwischen Mokusei und Arnold Pessers entwickelt sich eine Liebesbeziehung, die allerdings dadurch belastet wird, dass Mokusei nicht mit nach Europa will und sich zudem Kinder wünscht. Zum Schluss erkennt Arnold in Mokusei seine eigene Vergänglichkeit.

## Kritik
„Die Fremdheit von zwei unterschiedlichen Kulturen und unsere europäische Vorstellung von einem Japan, das es so nicht gibt. So paradox dies klingt, Arnold muss schmerzlich erfahren, dass ihm das eigentliche Japan seine Freude an Japan nimmt.[…]Entsprechend gesichtslos bleibt auch Mokusei, entsprechend einseitig und nicht gerade tiefgründig ist die Beziehung. Und auch nach dem Lesen bleibt nur ein Gefühl von Leere zurück, als wäre diese Beziehung zwischen Arnold und Mokusei im Grunde ein schnell verblassender, nicht greifbar werdender Traum.“